# Stüdenitz-Schönermark
Stüdenitz-Schönermark è un comune di 598 abitanti del Brandeburgo, in Germania.

Appartiene al circondario dell'Ostprignitz-Ruppin ed è parte della comunità amministrativa di Neustadt (Dosse).

## Geografia antropica

### Suddivisioni amministrative
Il territorio comunale comprende 2 centri abitati, tuttavia privi dello status ufficiale di frazione:
- Schönermark
- Stüdenitz